# Шуркино (Свердловская область)
Шуркино — посёлок в Нижнетуринском муниципальном округе Свердловской области России.

## География
Шуркино расположено в 29 километрах (по автодороге в 36 километрах) к северо-западу от города Нижней Туры, на правом берегу реки Ис (левого притока реки Туры), в одном километре выше устья реки Талой. В посёлке имеется мост через реку Ис. В 5 километрах к западу-юго-западу от Шуркина, на реке Шумихе, расположен гидрологический, ботанический природный памятник — болото Шумихинское.

## Население
| 2002 | 2010 |
| ---- | ---- |
| 1    | ↘0   |